# O tempo não para
 (срп. Време не стаје) бразилска је теленовела, продукцијске куће Реде Глобо, снимана 2018. и 2019.

## Синопсис
Прича почиње 1886. и прати породицу Сабино Машадо, која живи у Сао Паолу и послује разним поседима за експлоатацију злата и руда, такође инвестирају и у телефонију. Цела породица се укрцава на један од најсигурнијих бродова у то време, „Албатрос”, и крећу на пут ка Европи.
Дом Сабино се на то одлучио првенствено да би видео бродоградилиште које је купио у Енглеској, а и да би заштитио ћерку Марокас од оговарања мештана након што је пред олтаром одбила да се уда. Маршрутом је била предвиђена кратка посета Патагонији, где је брод ударио у ледени брег.
С обзиром на то да је температура воде била ниска, породица Сабино Машадо, њихов пас, робови и помоћници су се заледили, као и Бенто, Марокасин бивши вереник.
Након тога, прича се сели у 2018. годину, 132 године након несреће, када се велика санта леда приближава плажи у Гваружи, у Сао Паолу. Самука, предузетник који се бави друштвеним проблемима, власник холдинга „СамВита” и Фондације „Вита”, фокусиране на рециклажу, током сурфовања наилази на санту леда и спасава Марокас, након чега се санта леда урушава.
Уз помоћ надлежних, остали који су били залеђени су одведени у „Криотек”, лабораторију специјализовану за крионику. Након неког времена, чланови породице се буде и биће приморани да се привикну на нову реалност где ће се сусрести са мноштвом дотад непознатих појава.

## Улоге
| Глумац:                   | Улога:                                       |
| ------------------------- | -------------------------------------------- |
| Жулијана Пајва            | Марија Марколина Марокас Сабино Машадо       |
| Николас Пратес            | Самуел Самука Терсена                        |
| Едсон Селулари            | Теотонио Аугусто Сабино Машадо / Дом Сабино  |
| Кристијане Торлони        | Кармем Терсена                               |
| Клео Пирес                | Бетина                                       |
| Роси Кампос               | Марија Агустина Сабино Машадо                |
| Карол Кастро              | Валеска Тиберио Соуто                        |
| Режијане Алвес            | Марија Карла Борели                          |
| Жоао Балдасерини          | Емилио Инглес де Соуза Лусио Инглес де Соуза |
| Ева Вилма                 | Петра Вајсанен                               |
| Маркос Паским             | Марино                                       |
| Алешандра Риштер          | Монализа                                     |
| Кико Маскарењас           | Теофило                                      |
| Марија Едуарда де Карваљо | Селине                                       |
| Алине Дијас               | Дамасија                                     |
| Адријане Галистеу         | Зелда Ларок                                  |
| Крис Вијана               | Кајру                                        |
| Милтон Гонсалвес          | Елизеу Емеренсијано                          |
| Луиз Фернандо Гимараес    | Амадеу Барони                                |
| Соланж Коуто              | Миртес Клара Коронела Тиберио Соуто          |
| Рафаел Вијана             | Матеус Гонзага                               |